# ХК Капитан
Хокеен клуб „Капитан“ е професионален клуб по хокей на лед от град Ступино, Московска област, Русия.
Създаден е през 1997 г. Отборът се състезава в Западната висша лига на Русия.